# Парк Гафури
Центральный парк культуры и отдыха им. М. Гафури (парк Гафури) — парк культуры и отдыха в Уфе. Располагается в Октябрьском районе города. С востока ограничен проспектом Октября, с запада — улицей Рихарда Зорге. Рядом с парком располагаются площадь Ленина и Русский академический театр драмы Башкортостана. Общая площадь парка 29га, разделен на верхнюю часть: от площади им В.Ленина до улицы Блюхера, площадью 10га. И нижнюю : лесопарковая зона, конная база, картинг, ледовый каток, тюбинг, площадью 19га. Парк был назван в честь Мажита Гафури — классика советской башкирской и татарской литературы.

## История парка
Парк Гафури был создан в 1961 году на месте Уфимского городского лесного хозяйства. Это решение было принято постановлением № 72 Бюро Обкома КПСС и Совета Министров БАССР от 15 февраля 1960 г. , а также решением заседания исполнительного комитета уфимского городского совета депутатов трудящихся Башкирской АССР от 19 мая 1961 г. Согласно Указу Президиума Верховного Совета РБ № 6-2/264 от 04 июня 1992 г. парк вошёл в состав муниципальной собственности города Уфы. 11 августа 1993 года в соответствии с постановлением главы администрации Октябрьского района г. Уфы № 986 парк был зарегистрирован как муниципальное учреждение и начал официально именоваться «Центральный парк культуры и отдыха им. М. Гафури». 28 февраля 2006 г. парк был преобразован в муниципальное унитарное предприятие.
В восточной части парка до сих пор местами сохранились остатки дендропарка, который был посажен в 1930-е гг. Здесь произрастают нехарактерные для Башкортостана орех манчжурский, бархат амурский и ещё 20 видов деревьев и кустарников.
В парке работает построенный в 2001—2002 гг. комплекс аттракционов, в который входят комната страха, электромобили, качели и карусели, а также многочисленные летние кафе. До 2013 года в парке работало колесо обозрения высотой 27 м. Являлось единственным сохранившимся в Уфе. Зимой в парке организовано катание на лыжах и коньках.
Разработан проект, согласно которому из парка уберут летние кафе, установят спортивные комплексы, бассейн и, возможно, вокруг парка пустят монорельс.

## Колесо обозрения «Седьмое небо»
Открыто в 2014 году. По показателю высоты в 48 метров является вторым в городе после колеса «Иремель» (60 м), также входит в десятку самых больших в России. В ряде источников значится первым в России круглогодично работающим колесом обозрения.

### История
Возведение началось 28 августа 2013 года с церемонии закладки первого камня, в которой принял участие глава Администрации города Ирек Ялалов. Строительство колеса стало частью работ по реконструкции парка им. Мажита Гафури. Официальное открытие состоялось 27 сентября 2014 года, но аттракцион стал доступен для посетителей уже с 19 сентября. Общая стоимость вместе с реконструкцией парка составила 125 миллионов рублей. За первые 10 дней работы на нём прокатилось 37 тысяч человек. Ранее в парке располагалось колесо меньшей высоты (27 м), но оно было разобрано перед строительством нового.

### Характеристики
Высота составляет 48 метров, время оборота от 6 до 12 минут в зависимости от загруженности. По вместимости имеет схожие характеристики с «Иремелем» — 24 кабинки вместимостью до 6 человек, которые также оборудованы системами обогрева и кондиционирования, что позволяет функционировать ему на протяжении всего года. Аттракцион работает с 09:00 до 24:00.